# Piré-sur-Seiche

Piré-sur-Seiche is een plaats en voormalige gemeente in Frankrijk, in Bretagne. Piré-sur-Seiche is op 1 januari 2019 gefuseerd met de gemeente Chancé tot de gemeente Piré-Chancé. 

## Geografie
De oppervlakte van Piré-sur-Seiche bedraagt 36,0 km².
De onderstaande kaart toont de ligging van Piré-sur-Seiche met de belangrijkste infrastructuur en aangrenzende gemeenten.

## Demografie
Onderstaande figuur toont het verloop van het inwonertal, bron: INSEE-tellingen. 